# تاي تشي تاو
تاي تشي تاو (بالصينية: 戴季陶) (و. 1891 – 1949 م) هو سياسي من الصين ولد في سيشوان.
وهو عضو في الكومينتانغ .